# Manasota Key
Manasota Key est une census-designated place du comté de Charlotte, dans l'État de Floride, aux États-Unis,. En 2020, elle compte une population de 1 326 habitants.